# 妙覚寺 (小田原市)

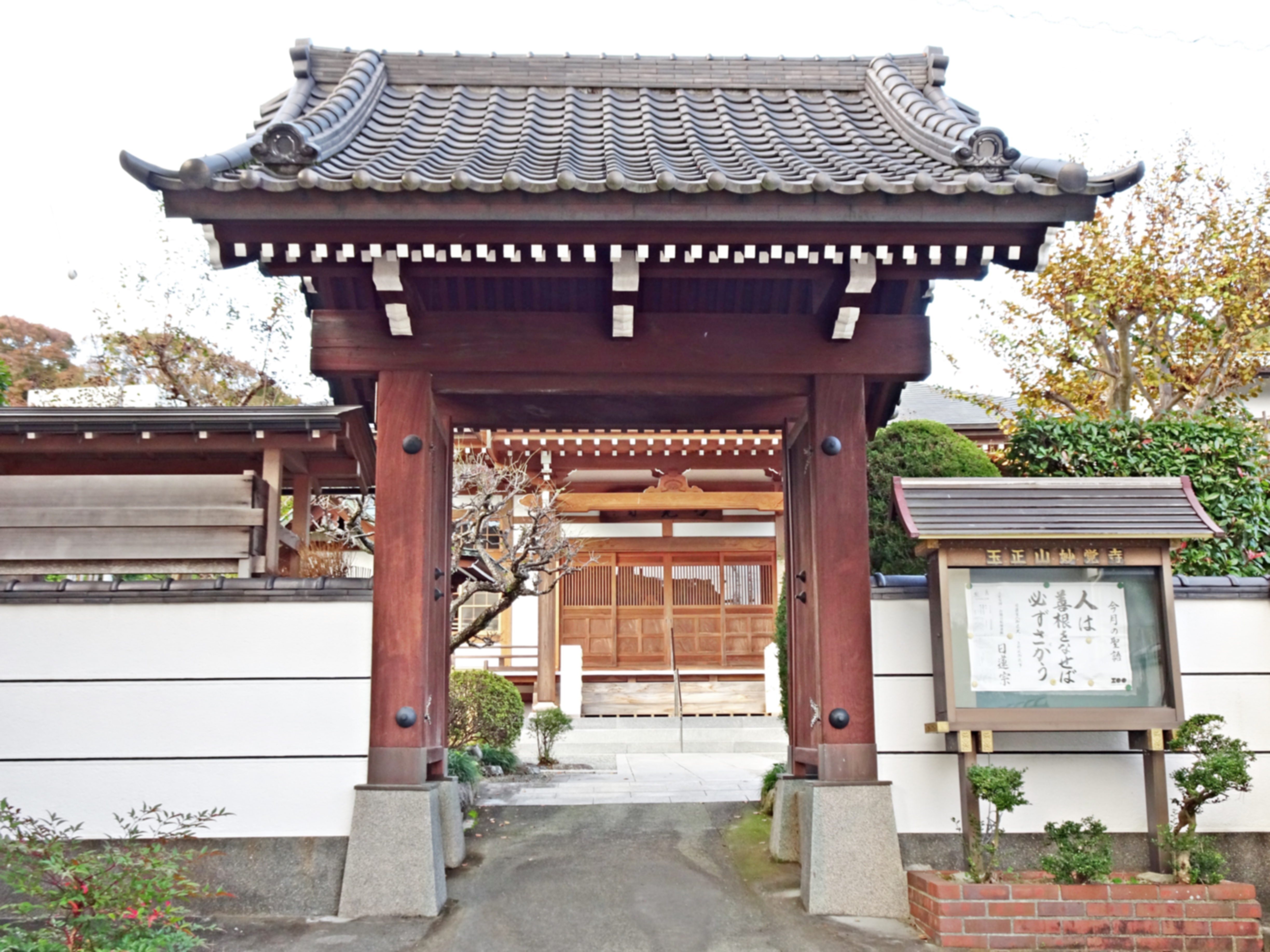
妙覚寺山門

妙覚寺（みょうかくじ）は、神奈川県小田原市風祭にある日蓮宗の寺院。山号は玉正山（ぎょくしょうざん）。本尊は一塔両尊四士。達師法縁(繁珠会)。
旧本山は下総の大本山中山法華経寺。江戸時代まで風祭八幡神社の別当寺をつとめた。

## 歴史
文永5年（1268年）、この地にあった真言宗寺院の住僧・順学が日忍によって改宗して名を日順と改めた。
文永11年（1274年）に寺を改築するとともに寺号を改めて妙覚寺とした。この年を創建年としており、日忍の師・日弁を開山とし、日忍を2世、日順を3世としている。真言宗時代の寺号については伝わっていない。なお、江戸時代に編纂された『新編相模国風土記稿』においては住僧の名を林覚、改めた名を日意とするなど違いがある。
その後、天正13年（1585年）8世日芸によって再建された。
江戸時代末期の嘉永7年（1854年）には欅門を、慶応元年（1865年）には本堂を新築したが、1886年（明治19年）の火災で欅門を残して全焼し、同年に再建。
本堂は1965年（昭和40年）に鉄筋コンクリート造で建て直され、2016年（平成28年）に新築された。

## 境内
- 本堂
- 山門
- 稲荷堂